# Liste der Mitglieder der Deutschen Akademie der Naturforscher Leopoldina/1737
Die Liste der Mitglieder der Deutschen Akademie der Naturforscher Leopoldina für 1737 enthält alle Personen, die im Jahr 1737 zum Mitglied ernannt wurden. Insgesamt gab es elf neu gewählte Mitglieder.

## Mitglieder
| Nr. | Name                        | Beiname                 | Geboren       | Aufnahme | Gestorben     | Bild                                                | Datenbank |
| --- | --------------------------- | ----------------------- | ------------- | -------- | ------------- | --------------------------------------------------- | --------- |
| 467 | Johann David Köler          | Herodotus               | 18. Jan. 1684 | 14. Jan. | 10. März 1755 | Johann David Köhler                                 | 4692      |
| 468 | Caspar Gottlieb Lindner     | Leonides II.            | 9. Jan. 1705  | 18. Feb. | 8. Dez. 1769  |                                                     | 4984      |
| 469 | Johann Nathanael Lieberkühn | Daedalus II.            | 4. Sep. 1711  | 18. Mrz. | 7. Dez. 1758  | Johann Nathanael Lieberkühn (1757)                  | 4960      |
| 470 | Nikolaus Börner             | Asterion II.            | 27. Jan. 1693 | 29. Apr. | 12. Sep. 1760 |                                                     | 2101      |
| 471 | Johann Valentin Harttrampft | Philomusus II.          |               | 4. Mai   | 14. Aug. 1755 |                                                     | 3674      |
| 472 | Johann Heinrich Hampe       | Antigenes Cleophantinus | 1693          | 14. Mai  | 1777          | Johann Heinrich Hampe. Werk von Angelika Kauffmann  | 3639      |
| 473 | Gottfried Wilhelm Müller    | Mundinus I.             | 1709          | 25. Jun. | 1799          | Gottfried Wilhelm Müller. Christian Gottlieb Geyser | 5754      |
| 474 | Karl Pisani                 | Palladius I.            |               | 12. Sep. |               |                                                     | 6032      |
| 475 | Gottwald Schuster           | Sabinus II.             | 28. Dez. 1701 | 6. Okt.  | 25. Dez. 1785 |                                                     | 6586      |
| 476 | Franz Joseph Grünwald       | Polybius II.            | 17. März 1708 | 10. Nov. | 1743          |                                                     | 3557      |
| 477 | Heinrich Gottfried Zopff    | Zeno II.                | 10. Sep. 1692 | 15. Dez. | 28. Feb. 1755 |                                                     | 7414      |

## Hinweis zu den Lebensdaten
In der Liste sind zunächst die Lebensdaten gemäß Archiv der Leopoldina aufgenommen. Die Lebensdaten im Namensartikel können daher von den Lebensdaten in der Liste abweichen.